# Live at Easy Street
Live at Easy Street är en live-EP med Pearl Jam inspelad på en oannonserad spelning i skivaffären Easy Street records i Seattle den 29 april 2005. På spelningen spelade Pearl Jam sexton låtar men det var bara sju stycken som kom med på EP:n. På albumet spelas coverversioner av The Avengers "American In Me", Dead Kennedys "Bleed For Me" och X "New World". På New World gästas man av John Doe från X.

## Låtlista
1. "Intro" – 0:25
2. "Half Full" – 4:55
3. "Lukin" – 1:00
4. "American In Me" – 2:04
5. "Save You" – 3:43
6. "Bleed For Me" – 4:12
7. "New World" – 3:56
8. "Porch" – 7:16